# 縱橫四海 (電視劇)
《縱橫四海》（英語：/其他譯名：Chung Wan Sei Hoi）是香港永盛音像企業 (香港) 有限公司及亞洲電視聯合製作的時裝商戰電視劇，全劇共42集，以兄弟之間的恩怨情仇為主幹而開展的故事，首次由眾多台前幕後的電影人參與製作和演出，包括王晶、文雋、阮世生、霍耀良、葉德嫻、楊恭如、鮑起靜、李兆基、魯芬、吳志雄及王天林等。劇集版權現由華特迪士尼公司持有。

## 概況
本劇在1999年3月於亞洲電視本港台首播，劇本質素及演出水準廣受歡迎，帶挈本港台黃金時段的收視率逼近至無綫電視翡翠台，無綫電視立刻於同期播映由古天樂及陳錦鴻主演的《刑事偵緝檔案IV》，與當年前三輯《刑事偵緝檔案》主角陶大宇主演的《刑事偵緝檔案》來迎戰。亚视更首創在黃金時段首播剧集後於當晚深夜時段重播同一集。
《纵横四海》在结局篇起得到商品冠名贊助，由第35集起劇集名稱改為《Shell V能量無鉛汽油特約：縱橫四海決戰終極篇》。此剧大結局于1999年5月2日（星期日）晚上連播兩集，創出平均25點收視點（約157萬觀眾收看），打破翡翠台的慣性收視。
本劇成為亞洲電視歷史上「重播次數最多的劇集」，姊妹作《縱橫天下》於2001年6月首播。

## 特輯
此剧大结局播映完毕后亞視更邀請此剧演員參加特輯《縱橫四海之餘情未了》，播映另一個結局之外还与觀眾重溫經典劇集內情節。

## 收視
| !劇名    | 平均 | 最高 | 最高百分比\观众人数 | 每集觀看人數 | 首播时间 |
| -------- | ---- | ---- | ------------------- | ------------ | -------- |
| 縱橫四海 | 20点 | 25點 | 50%                 | 125万        | 1999年   |

## 劇情簡介
有「股壇狙擊手」之稱的利兆天（陶大宇飾）乃香港富商，是上市公司「四海集團」的主席，與商界另一對頭「金馬國際」主席馬壽南（石修飾）為利為名而互相爭鬥。
利兆天是其父利家豪（陶大宇分飾）在中國内地鄉下所娶的髮妻明星（葉德嫻飾）之兒子，當時利家豪於文革時期偷渡到香港發展，加入了當時香港有權勢的白氏家族所經營的貿易公司工作，並得白家器重，家豪更娶了其女兒白宴（鮑起靜飾）為妻。明星從鄉下帶著肚裡的孩子抵港尋夫，得悉丈夫在香港再婚后心感無助，但篤信佛教的白宴卻很大方地讓明星入門為妾，但明星因自己身世懸殊沒有同意。
之后，白宴與明星同年同月同日產子，可惜白宴的孩子在難產中夭折，明星則順利誔下兒子，利家豪為了討好岳父，將明星所生的兒子偷去調包，更改出生文件，取名利兆天。事業有成的利家豪令把明星帶回鄉下，此時明星再度懷孕。明星其後在鄉下誔下兒子，正是利兆天的親弟——明智傑。
明智傑（譚耀文飾）自小與母親在內地相依為命，明星為了找回他的生父再次来到香港，剩下他一個人在内地，他過着貧窮並且飽受白眼的生活，其性格勤力上進且好學，為人工於心計，志在飛黃騰達。幾年後利家豪因意外去世，愛子心切的明星抵港希望向白宴取回兒子利兆天，但因無法為兒子的幸福及成長得到保證，利兆天繼續留在豪門生活，而利兆天真正身世的秘密亦只有養母白宴和親母明星一同共守。
利兆天自小在白宴的悉心栽培下，成了受高等教育、有才幹且孝順的富家子弟，長大後繼承外祖父的生意。利兆天在得天獨厚的環境下成長，性格惟我獨尊且好勝心強。
一天，利兆天陪同養母白宴和親母明星往深圳途中利兆天與被誤作為利老太的明星雙雙被綁匪「大富豪」綁架，利兆天對明星的態度由以往的冷淡轉為友善，而明星則因為利兆天以母親相稱而喜悅，期間利兆天與明星的母子關係亦被綁匪質疑。
在深圳工作的明智傑因熟悉環境及得各方觀察後掌握線索，與公安等人成功救回利兆天及明星。明智傑因利兆天的人事關係申請到多年未獲批的單程證抵港與母親明星團聚，更在明星及白宴的引薦加入利兆天的公司工作。明智傑初到香港后，受盡社會不同階層對新移民的歧視及奚落。利兆天與明智傑一直不知道互相的關係，卻同時愛上了國際名模路雲（周海媚飾），兩人為了追求心中的至愛變得勢成水火各不相讓。其后利兆天與路雲結婚。利兆天得知明星和明智傑乃是其亲生母亲和兄弟，想起明智傑之前的衝突后遂派綁匪對明智傑下手，未料竟將路雲錯殺，令利兆天大感內疚，兄弟情仇愈加激烈。
明智傑憑著心计取得馬壽南之女馬潔心（田蕊妮飾）的芳心，為了利用馬壽南在社會上的勢力，明智傑娶了潔心而順利躍進豪門，得享榮華富貴，憑此在商界大展拳腳，他更抓到利兆天的閃失使其破產，此后利兆天再被綁匪綁架到内地，成功逃走后於内地流浪生活，後被一窮苦農民家庭所救，在其溫馨簡單的生活中他的性格有所变化。利兆天更得到路雲之胞妹路雪（楊恭如飾）的愛和支持得以重新振作。
相反，一直對自己親兄懷恨在心的明智傑因不斷對利兆天展開報復行為而逐漸變得喪心病狂，用盡各種欺詐手段只为力爭上游。他不惜一切出賣朋友、背叛妻子，與母親反目，明智傑最后更鯨吞了馬壽南的生意，且把馬壽南逼至精神崩潰。明智傑在一次與潔心的衝突中更錯手將其殺死。明星為救兒子以及內疚自己對明智傑身世及成長缺乏照顧不惜為之頂罪，而馬壽南精神崩潰一事只是裝瘋扮傻，以減低明智傑對他的戒心，靜靜等待機會向其報復。而當日潔心被殺時馬壽南剛巧在場，他決定出庭指證明智傑。明智傑極為不安，向明星暗示若明星在獄中死去案件將以疑凶畏罪自殺而了結。明星愛子深切，在獄中自殺而死。但天網恢恢，真相終被揭露，在被警方通緝過程中明智傑挾持路雪作人質，路雪險死在他手中，明智傑無路可逃，駕車撞山崖而死。

## 演員表

### 利家/明家
| 演員   | 角色   | 暱稱/關係 |
| 葉德嫻 | 明 星  | 明姑娘 利家豪之髮妻 利兆天及明智傑之親母 青年由文頌嫻飾演 於40集獄中自殺身亡，也是間接被明智傑陷害而死 |
| 鮑起靜 | 白 宴  | 利家豪之妻 利兆天之養母 青年由王薇飾演 於25集病發身亡 原型:莊月明 |
| 陶大宇 | 利家豪 | 明星、白宴之夫 利兆天及明智傑之親父 後意外身亡 原型:李嘉誠 |
| 陶大宇 | 利兆天 | Steven 利家豪、明星之長子 股壇狙擊手 上市公司「四海集團」的主席 馬壽南之競敵，後和好 郁國雄之舊同學、知己兼老闆 明智傑之親兄，後為天敵，最後和好 於第5集被大富豪綁架，及後於第7集被在深圳擔任的士司機的明智傑所救 於第21集被大富豪第二次綁架但失敗，為自保能夠保留性命與路雲結婚而在威迫下叫大富豪殺害明智傑，同集與路雲結婚時受到明智傑的阻撓，後於第22集間接錯手令路雲因煤氣爆炸而死亡 於第25集被大富豪第三次綁架，要求見白宴最後一面被綁匪們阻止兼拳腳相向 於第33集與利兆天和郁國雄於廟街成立「金基證券行」，及後於第36集為擴充營業而把總部搬遷至中環 於第36集與路雪訂婚，期間受到明智傑的阻撓及侮辱 最後與路雪重遇便劇終 註：另一個結局為與路雪表明心跡並和好 原型:李澤鉅、劉鑾雄、郭炳湘、李兆基                                                            |
| 譚耀文 | 明智傑 | 本劇終極大反派 傑傑（明星專稱） 故事初期為正派角色，故事中期因與利兆天撞突而角色黑化 利家豪、明星之幼子 利兆天之同父同母親弟，後為天敵，最後和好 馬潔心之前夫 馬壽南之前女婿 路雪之中學同學 「金馬國際」收購「四海集團」後的股東 於第24集趁利兆天被指虧空公款期間成功收購四海集團，及後於第27集成為主席 於第28集邀請郁國雄擔任其助手失敗，反因其表明利兆天舊同學及知己的關係而被打了一頓 於第30集故意製造恐慌間接令馬壽南身敗名裂，使其誤會是張學韻所為，更在天台衝突下故意把馬壽南推下樓至重傷 於第36集為對付利兆天、郁國雄和崔小虎三人而成立「金馬四海」證券行 於第37集殺害馬潔心，把罪行歸咎於明星，更於第40集使明星在獄中自殺身亡 於第41集駕車撞山崖，最後於第42集去世，臨終前痛改前非，與利兆天兄弟相認，並捐出自己的腎臟挽救路雪的生命 原型:李澤楷、榮智健 |

### 路家
| 演員   | 角色   | 暱稱/關係 |
| 謝雪心 | 莫惠萍 | 路雲及路雪之母 |
| 袁文傑 | 鍾小江 | 莫惠萍之夫 路雲及路雪之後父 |
| 周海媚 | 路 雲  | Winnie 國際名模 莫惠萍之長女 鍾小江之繼長女 路雪之姊 利兆天的至愛 被明智傑追求 於22集因煤氣爆炸而身亡                                                      |
| 楊恭如 | 路 雪  | Lucy、阿雪 莫惠萍之幼女 鍾小江之繼幼女 路雲之妹 明智傑在中學時期之同學 傾慕利兆天 於第41集被明智傑槍傷至其腎臟，及後獲明智傑捐出腎臟挽救生命，於第42集甦醒 |

### 馬家
| 演員   | 角色   | 暱稱/關係 |
| 石 修  | 馬壽南 | 馬潔心之父 上市公司 「金馬國際」的主席 利兆天之競敵，後和好 明智傑之前岳父，後反目 崔家好友，邀請了崔小虎擔任其助理 於第30集因明智傑製造恐慌而導至競選期望受損兼身敗名裂，初以為是張學韻所為，但最終發現是明智傑做而向其毆打，最後更被明智傑從天台推跌而受傷 於第32集因用槍指向明智傑後被其車輛撞跌（電視首播版本為其雙手被明智傑夾中於車窗內）而再次受傷 於第37集發現其女兒被明智傑殺害，但明智傑就把罪名歸咎於母親 於第39集向明星的御用大律師表示案發經過，但其後在出庭作供當天遭明智傑安排的綁匪拐走兼非法禁錮 於第41集成功在法庭上指證明智傑 原型:楊受成 |
| 田蕊妮 | 馬潔心 | 阿CAT 馬壽南之女 明智傑之前妻 於37集在與張學韻糾纏期間被推下樓梯至流產，使其精神失常，同集被明智傑殺害 |

### 崔家
| 演員   | 角色   | 暱稱/關係 |
| 李兆基 | 崔瑞基 | 吹水基 崔小虎及崔小龍之父 明星鄰居及好友 傾慕明星 |
| 林偉健 | 崔小虎 | Vincent 崔瑞基之長子 利兆天、明智傑、郁國雄之知己，後與明智傑反目 鍾情馬潔心 马寿南前助理、于第29集辞职 於第33集與利兆天和郁國雄於廟街成立「金基證券行」，及後於第36集為擴充營業而把總部搬遷至中環 於第34集得知其弟失蹤的原因 原型：馮景禧 |
| 歐錦棠 | 崔小龍 | 崔瑞基之次子 馬小玲未婚夫 李小龍之愛好者，因居住在廟街而有「廟街李小龍」之稱 於18集中槍墮海失蹤 註：另一個結局為被在逃者槍傷墮海失蹤數月後死不去被找回而再次出現於廟街                                                                     |

### 其他演員
| 演員   | 角色                  | 暱稱/關係 |
| 劉錫賢 | 郁國雄                | 阿郁 利兆天的舊同學、知己及助手 崔小虎之知己 明智傑之收買對象 暗戀路雪 於第28集為表明利兆天是其舊同學和知己的關係及得知明智傑背叛利兆天而把明智傑打了一頓 於第33集與利兆天和崔小虎於廟街成立「金基證券行」，及後於第36集為擴充營業而把總部搬遷至中環 原型:趙國雄、郭得勝 |
| 王天林 | 白世宏                | 白宴之父，因為環遊世界，經常不在香港 |
| 呂有慧 | CAT                   | |
| 黃璦瑤 | 馬小玲                | 小玲 明星的乾女兒 崔小龍未婚妻 |
| 繆非臨 | 陸小花                | 新晉明星，最初靠向馬壽南，後來打算討好利兆天，結果被後者戲弄，吞下哥爾夫球入院。 原型:关之琳 |
| 馮 真  | 蓮 姐                 | 利家傭人 |
| 羅家英 | 歐家英                | 牧師 明星所屬位於廟街的教會牧師，曾經是民歌歌手Albert Au、武打藝人Bruce Au。 於第7集迎接明智傑到香港 於第40集因得知明智傑把母親害死而在喪禮中以腳踢把其趕走 |
| 梁嘉玲 | 小 敏                 | 明智傑在內地的情人，曾經是夜總會媽媽生，于第24集分手。 |
| 羅青浩 | 阿 棠                 | |
| 冼灝英 | 大 軍                 | 大富豪手下綁匪 |
| 李 勇  | 阿 醒                 | |
| 馮麗嫦 | Maggie                | |
| 謝可可 | 陳 莉                 | 模特兒，與路雪一同抵港，只為結識利兆天等富豪 |
| 徐寶麟 | 大富豪                | 綁匪頭目，曾三次綁架利兆天。在第一次綁架失敗時被射傷左眼 原型:張子强 |
| 陳啟泰 | 劉繼祖                | JOE，律師，路雲前男友 |
| 陳麗雲 | 醫 生                 | 留產所醫生，曾目賭明星產下利兆天數小時後被抱走 |
| 蘇 昶  | 常 勇                 | 深圳公安，與小敏相識，於利兆天第一次被綁架時營救成功 |
| 鄺銘業 | JOHNSON               | 四海集團會計，于第24集因恐懼虧空公司被揭發，逃至紐約後失蹤 |
| 張文慈 | 張學韻（Bibi）        | 馬壽南競選助手，後來與明智傑發生關係，于第41集被明智傑掐死 |
| 吳浣儀 | -                     | 張學韻之母 |
| 楊嘉諾 | Peter Lo              | |
| 魯 芬  | 芬姐（大白鯊）        | 女犯人 |
| 朱燕珍 | 孖8                   | 女犯人 |
| 郭 金  | 樂 華                 | 太子黨二代、紅鷹集團主席，私下是一名女同性戀者。 |
| 陳梅馨 | Susanna               | JOE之前妻 |
| 黎思嘉 |                       | |
| 江 圖  | 蕭志強                | |
| 梁 珊  | 蕭志強夫人            | |
| 黃美芬 | Rose                  | |
| 林玉麟 | Paul                  | |
| 吳家慧 | Cat                   | |
| 宮雪花 | Cat母                 | |
| 宗 揚  | 程炳坤律師            | KC（勁抽） 之對手，最後成為好友 |
| 雷宇揚 | KC（勁抽）            | 利兆天的舊同學 大律師 代表明星為馬潔心被殺一案打官司 程炳坤律師之對手，最後成為好友 |
| 陳靖允 | 四海集團同事          | |
| 鄭寶賢 | 金馬國際同事          | |
| 李潤祺 | 餐廳侍應              | |
| 成元鈞 | 走私同黨              | |
| 梁浩楷 | 商業罪案調查科探員    | |
| 錢嘉成 | 醫生                  | |
| 廖文蔚 | 醫生                  | |
| 莊欣玲 | 醫生                  | |
| 羅青浩 | 記者                  | |
| 曾玉娟 | Wendy女律師           | |
| 陳仲維 | 的士司機(第8集)、阿財 | |
| 吳志雄 | 大哥雄                | |

## 轶事
- 本劇是電影導演王晶為亞視創作的首部劇集，打著「葉德嫻回歸電視」的旗號宣傳，主角陣容有陶大宇、譚耀文、周海媚、楊恭如等，是當時亞視最鼎盛的陣容。
- 剧中路云这个角色，王晶本来属意由刘嘉玲扮演，因档期问题作罢 。
- 本劇女主角的周海媚在拍攝中期離開劇組（有傳患上紅斑狼瘡），以煤氣爆炸結束在該劇的戲份，女主角戲份順勢由葉德嫻及本是第二女主角的楊恭如各自分擔。
- 本劇女主角周海媚和陳啟泰飾演前男女朋友，而這組合早於1997年無綫電視大鬧廣昌隆 (電視劇)出現。
- 本劇播放期間，葉德嫻與無綫電視合約歌手許志安合唱歌曲《教我如何不愛他》無法通過無綫電視派台宣傳。
- 本劇其中一幕利兆天在更衣室要求下屬不斷重複同一句话和語氣表情的情節是啟發及致敬自80年代無綫電視劇《新紮師兄》中，警校教官在更衣室要求學員重複同一句话和語氣表情的經典情節。
- 本劇主角间在股票市場上對決的设定是参考無綫電視1992年經典台慶劇《大時代》，陶大宇均有參與兩劇。
- 本劇編審文雋同时负责《古惑仔電影系列》，此剧中牧師在喪禮中教訓反派角色，黑幫老大，女同性戀者中性打扮，女子監獄大家姐的角色設定，主角破產後流落廟街，甚至劇名，均來自当时香港電影熱潮。
- 本劇導演王晶與香港電影《賭城大亨之新哥傳奇》相同，劇中設定主角由天生是富家子弟後變成家道中落，靠暫時在異鄉當苦力來磨練堅毅意志。
- 本劇拍賣地皮被患有精神病的婦人投得的情節，來自現實中一號九龍的地皮在1997年10月首次公開拍賣，由自稱為「和黃董事」、患有自大型妄想症的婦人黃月鶯以8.9億元的高價投得，但因她未能繳付地皮定金[3][4]的事件。
- 本劇中主角利兆天兩度被綽號「大富豪」綁架的情節是根據現實中1996年發生的張子強李澤鉅綁架案及1997年郭炳湘綁架案改篇而成，1998年香港電影《驚天大賊王》亦是改編自這件真人真事，这部電影的演員譚耀文、林偉健、徐寶麟亦參演本劇。劇中主角利兆天在第一次綁架獲救後並沒有用聘請保鏢加强保安，促成第二次再度被同一班綁匪綁架。
- 本劇中角色利兆天、郁國雄、崔小虎三人合作在廟街的金融創業故事，其中以創辦人崔瑞基的「基」字為名字的證券行；啟發自現實中香港地產界馮景禧、郭得勝、李兆基的新鴻基三劍俠創業史，當中同樣以創辦人李兆基的「基」字為名字的地產發展商。
- 本劇中「股壇狙擊手」，城中富豪要求娛樂圈女明星吞高尔夫球，追求娛樂圈女明星的情節是影射現實中1990年代的劉鑾雄。
- 本劇中，城中富豪其下娛樂雜誌狗仔隊追訪新聞的情節是影射現實中的楊受成。
- 本劇中馬壽南和張學韻的醜聞影射現實中1998年美國發生的柯林頓-萊文斯基醜聞。
- 本劇中明智傑於第41集因謀殺罪而在香港被判死刑，但是在現實中，香港的死刑制度已於1993年廢除。

## 歌曲
- 主題曲：《烽火情天》
  - 主唱：譚耀文
  - 作曲：徐嘉儀
  - 編曲：林子揚
  - 填詞：許　愿
- 插曲：《一生萬變》
  - 主唱：譚耀文
  - 作曲：許　愿
  - 編曲：符元偉
  - 填詞：許　愿
- 片尾曲：《不歸路》
  - 主唱：迪克牛仔
  - 作曲：林進璋
  - 編曲：江建民
  - 填詞：許常德

## 另見
- 《狸猫换太子》
- 《義不容情》，無綫電視劇，故事主軸為一對兄弟之間的恩怨情仇
- 《笑看風雲》，無綫電視劇，故事中涉及養子元素
- 《流金歲月》，無綫電視劇，故事中涉及養子元素
- 《創世紀》，無綫電視劇，故事中涉及同母異父、復仇元素
- 《大時代》，無綫電視劇，故事中涉及金融市場上對決
- 《天地豪情》，無綫電視劇，故事中涉及上市公司集團主席、私生子元素
- 《天地男兒》，無綫電視劇，故事中涉及豪門家族鬥爭元素
- 本劇《縱橫四海》與亞洲電視2005年《情陷夜中環》、2006年《情陷夜中環2》，並列為香港金融業、保險業、地產業內的恩怨情仇三部曲電視劇系列

## 外部連結
＊電視劇《縱橫四海》分集劇情介紹（1-40集）

## 電視節目的變遷
| 香港亞洲電視本港台 星期一至五 21:00/05-22:00 | 香港亞洲電視本港台 星期一至五 21:00/05-22:00                        | 香港亞洲電視本港台 星期一至五 21:00/05-22:00 |
| -------------------------------------------- | ------------------------------------------------------------------- | -------------------------------------------- |
|                                              | 縱橫四海 1999年3月8日－1999年4月30日 1999年5月2日 星期日21:30-23:30 |                                              |
| 非常女警 1999年1月18日－1999年3月5日         | 花木蘭 1999年5月3日－1999年6月25日 1999年6月26日 星期六20:35-22:25  |                                              |